# Bat Yam

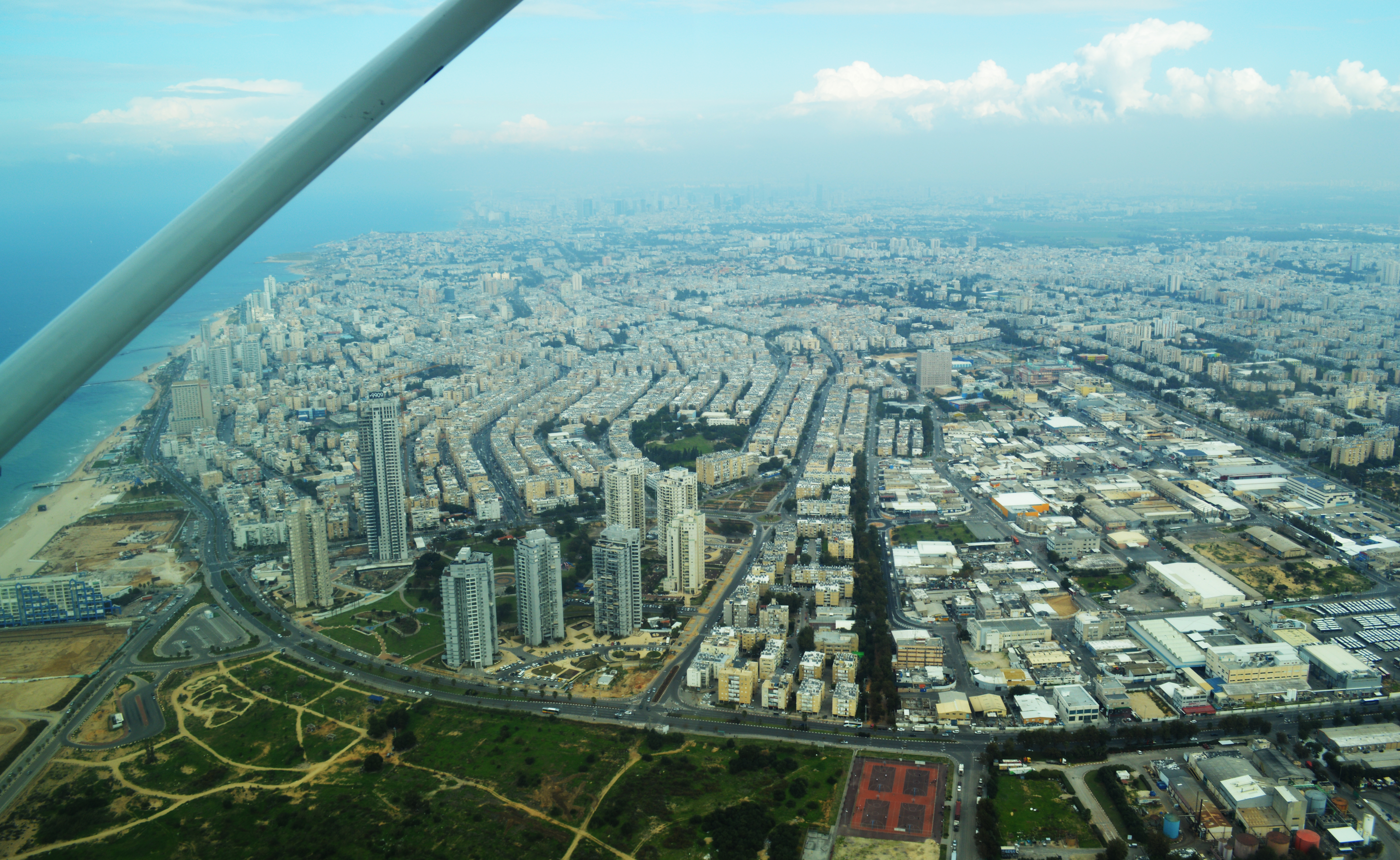
Flygbild på Bat Yam

Bat Yam (hebreiska בת ים) är en stad i Israel, i mitten av dess kustlinje mot Medelhavet, precis söder om Tel Aviv. Det är en del av storstadsområdet Gush Dan, och ligger i distriktet Tel Aviv. Staden har enligt 2004 års folkräkning 129 200 invånare.
I Bat Yam finns en lång sandstrand, som lockar turister varje sommar.

## Historia
Bat Yam grundades 1926 som Bayit VaGan, och riktade sig särskilt till ortodoxa judar. Under Palestinaupproren 1929 attackerades staden av arabiska gäng från grannstaden Jaffa och evakuerades av de brittiska myndigheterna. Staden återbefolkades 1930.
Namnet ändrades 1938 till Bat Yam, vilket betyder Havets dotter. 1948 års arab-israeliska krig nådde stadens gränser, och staden drabbades av eldgivning från Jaffa, fram till Jaffa gav upp den 13 maj 1948.
Under Israels första självständiga år växte Bat Yam på grund av massinvandring, och staden fick status som sådan 1958. Under tidiga 1990-talet upplevde staden återigen en stor tillväxt, då många invandrare från före detta Sovjetunionen valde Bat Yam då den ligger nära landets industrier i kombination med att boendepriserna i staden var relativt låga.
Den 15 juni 2025 drabbades Bat Yam av en iransk missilattack som ödelade ett av stadens bostadsområden. Minst sju personer uppges ha dödats, närmare 200 skadats och flera saknas fortfarande under rasmassorna.

## Demografi
En liten chassidisk enklav av Bobov-chassider, känd som Kiryat Bobov, etablerades i Bat Yam år 1958. En stor majoritet av de vietnamesiska båtflyktingar som gavs israeliskt medborgarskap i samband med Vietnamkriget bor i Bat Yam.

## Vänorter
- Kragujevac, Serbien
- Neukölln, Berlin, Tyskland
- Livorno, Italien
- Antalya, Turkiet